# Thomas Sunesson
Thomas Sunesson (12. januar 1959 - 24. oktober 2015) var en svensk fodboldspiller (angriber). Han spillede 12 kampe og scorede seks mål for Sveriges landshold.
Sunesson spillede størstedelen af sin karriere i hjemlandet, hvor han blandt andet repræsenterede Stockholm-storklubberne Djurgården og Hammarby. Han var også udlandsprofessionel i Schweiz og Portugal.